# Gare de Sérifontaine
La gare de Sérifontaine est une gare ferroviaire française de la ligne de Saint-Denis à Dieppe, située sur le territoire de la commune de Sérifontaine, dans le département de l'Oise, en région Hauts-de-France.
C'est une gare de la Société nationale des chemins de fer français (SNCF), fermée depuis juillet 2024.

## Situation ferroviaire
Établie à 72 m d'altitude, la gare de Sérifontaine se situe au point kilométrique (PK) 76,692 de la ligne de Saint-Denis à Dieppe entre les gares fermées d'Éragny - Bazincourt et d'Amécourt - Talmontier.

## Histoire

### Gare de la ligne de Dieppe

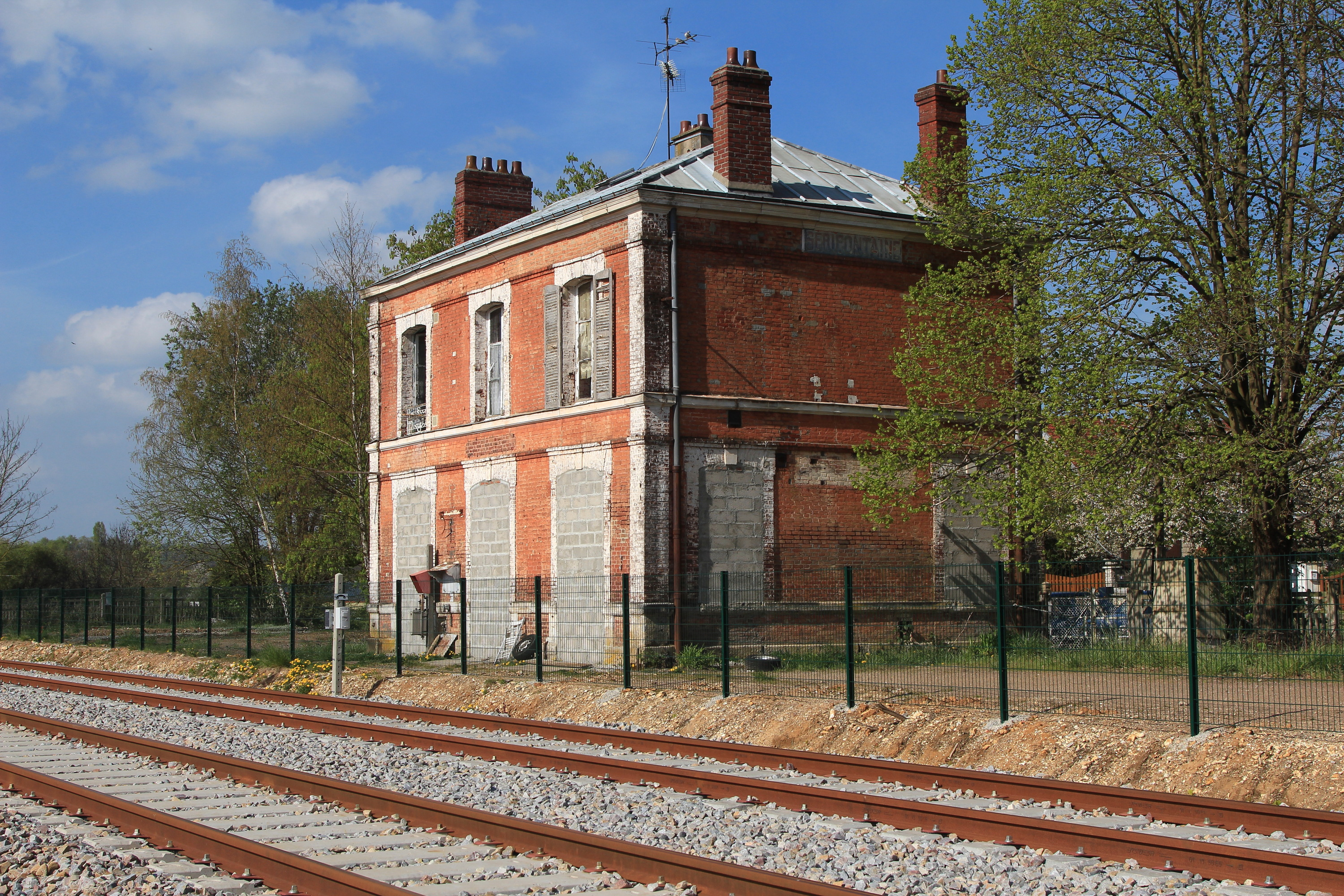
L'ancien bâtiment voyageurs désaffecté en 2014.

La ligne a été ouverte en 1868 de Pontoise à Gisors. Le tronçon entre Gisors et Gournay - Ferrières fut ouvert le 18 juillet 1870.
Très vite, la population et ses élus critiquent la ligne. Dès 1892, on relève une protestation adressée à la Compagnie des chemins de fer de l'Ouest contre la suppression récente du train passant à la gare de Sérifontaine à 2 h 42 et arrivant à Paris à 5 h 30.
Le doublement de la voie ne fut finalement réalisé qu'en 1912, les chemins de fer de l'État ayant racheté le réseau de la Compagnie de l'Ouest. Son électrification, jusqu'à Gisors seulement, date du 16 septembre 1982.
La Vie du Rail du 21 octobre 1982 explique pourtant qu’avec la perspective de l’électrification Amiens – Rouen en septembre 1984, on pourrait imaginer le prolongement de l’équipement en monophasé sur Gisors – Serqueux (51 km) constituant un excellent itinéraire de détournement en cas d’obstruction de l’axe Paris – Rouen. Mais, entre-temps, la ligne entre Serqueux et Dieppe est brutalement fermée pour non-rentabilité en 1988 et le 19 janvier 2009 la circulation des trains a été suspendue du fait de l'état de la voie, faute d'entretien, entre Gisors et Serqueux.

### Situation géographique locale
La gare, située en marge du bourg mais à proximité immédiate de l'usine de la Compagnie française des métaux, puis Tréfimétaux, est un élément important de la vie de la commune. On le voit sur de nombreuses cartes postales du début du XXe siècle. Près de la gare se trouvent, outre les nombreux cafés destinés aux travailleurs de l'usine, deux petits hôtels dont on distingue encore la trace aujourd'hui : l'hôtel de l'Avenue de la Gare (devenu ensuite le Relais Fleuri) et l'établissement Bréhier au coin de la rue Hacque.
La gare de Sérifontaine ne devait connaître qu’une éphémère résurrection lors du tournage du film Le Deuxième Souffle, seconde adaptation du roman homonyme de José Giovanni, quarante ans après le film de Jean-Pierre Melville sorti en 1966. La gare de Sérifontaine accueillit, autour de Daniel Auteuil, l’équipe d’un autorail des années 1970.

### Modernisation durant les années 2010
Fermée le 19 janvier 2009 , en même temps que la ligne Serqueux - Gisors, elle est de nouveau desservie du 16 décembre 2013 au 11 décembre 2017, date à laquelle le tronçon est de nouveau fermé pour permettre de réaliser la 2e phase de modernisation de ce tronçon, prévue jusqu'à mi-2020,,,,. Devenue un point d'arrêt non géré (PANG), la gare ne dispose plus de personnel.
La gare rouvre le 29 mars 2021, mais ferme à nouveau en juillet 2024 (la desserte ferroviaire étant remplacée par des autocars, en raison d'une fréquentation insuffisante).

## Fréquentation
Selon les estimations de la SNCF, la fréquentation annuelle de la gare s'élève aux nombres indiqués dans le tableau ci-dessous.
| Année               | 2022  | 2021  | 2020 | 2019  | 2018  | 2017  | 2016  | 2015  |
| ------------------- | ----- | ----- | ---- | ----- | ----- | ----- | ----- | ----- |
| Nombre de voyageurs | 4 966 | 2 746 | 522  | 1 048 | 4 700 | 6 693 | 6 792 | 7 675 |